# Santa Lucía (métro de Santiago)
Santa Lucía est une station de la Ligne 1 du métro de Santiago, dans le commune de Santiago, au Chili.

## Histoire
La station est ouverte depuis 1977. Le 12 février 1541, le conquistador Pedro de Valdivia fonda, selon la tradition, la ville de Santiago sur les pentes d'une colline appelée Huelén par les Indiens. Valdivia renomme cette colline de Santa Lucia en l'honneur de la sainte Saint Lucy. La station est tout juste sur le versant sud de la colline. Autrefois, son symbole était une sorte de fleur ou une plante, faisant allusion à la nature présente sur cette colline.

## Projet
Il est prévu que la station Santa Lucía soit desservie par la future ligne 9.